# دئنا
دئنا یا دین یا ایزدبانو دین، در آیین زرتشت و اساطیر ایرانی، نمود وجدان است و آدمی را توان آن می‌بخشد که راه اهورایی را پیگیری کند.
دین (دِاِنا) بر پل چینوَد کردار نیکان را به‌سان دختری زیبارو به پیشواز روان آنان می‌برد و بدکرداری ناپاکان را به‌سان عجوزه‌ای هراسناک. او خدای‌بانوی راه و سفر نیز هست. دئنا یک مفهوم زرتشتی است که نشانگر بینش و وحی می‌باشد، و از این رو آن را، نمایندهٔ «وجدان» یا «دین»، به‌شمار آورده‌اند. دئنا همچنین، نمایانگر نوعی الوهیت نیز در نظر گرفته شده و نام یکی از ایزدان آئین زرتشت نیز، محسوب می‌شود.
به روایت پورداوود، دین در ردیف سایر قوای باطنی آدمی، زیبایی روحانی و ایزدی و تشخص معنوی وی است و آن را آغاز و انجامی نیست.
گل ویژهٔ ایزد دین، گل صد برگ است.

## بررسی واژه
کلمه دین در اوستا به صورت دئنا آمده‌است و برگرفته از واژهٔ دا به معنای اندیشیدن و شناختن می‌باشد. ضمناً واژهٔ دهی نیز در سانسکریت از همین ماده‌است.
دئنا یک اسم زنانه‌است که ترجمه آن به معنای «آنچه که دیده یا مشاهده می‌شود»، می‌باشد. در کتاب «دین زرتشتی: مقدمه‌ای بر ایمان باستانی»، پیتر کلارک نشان داده‌است که این اصطلاح ممکن است با ریشه اوستایی «ده» یا «دی»، به معنای «به دست آوردن درک و فهم»، پیوند داشته باشد.
در اصطلاحات زبان اوستایی، واژهٔ سه سیلابی دائنا در اوستایی گاتیک (مربوط به گاتها)، و واژهٔ دو سیلابی دنا در اوستایی جوانتر، تداوم یافته‌اند تا به صورت کلمهٔ دن به فارسی میانه راه یافته‌اند، درحالی‌که معنای اوستایی این کلمه نیز همچنان حفظ گردیده‌است.

## در متون مقدس
مفهوم دئنا در گاتها، که مجموعه‌ای از هفده سروده هستند که توسط زرتشت سروده شده‌اند، ذکر شده‌است. به نظر می‌رسد که از دئنا هم در گاتهای اهوناوائیتی و هم در گاتهای اوشتاوائیتی یاد شده‌است، و در هر دوی آنها، دئنا به نحوی از انحاء به پاداشی که مؤمنان در زندگی پس از مرگ دریافت خواهند کرد، وابسته دانسته شده‌است. با این حال، منابع مرتبط با دئنا به گاتها محدود می‌باشند، واین امر، ابهامات زیادی را در مورد طبیعت این مفهوم، باقی می‌گذارد.
بعد از نوشته‌های اوستایی، به توصیف مفهوم دئنا، بیشتر در منابعی همچون وندیداد برخورد می‌کنیم. وندیداد، دئنا را به صورت یک سایکوپمپ (هدایت کنندهٔ ارواح) به تصویر کشیده‌است، که ارواح خوب و خالص را به سرمنزل نغمه‌ها و ترانه‌ها، که همان بهشت زرتشتی است، هدایت می‌کند، در حالی که همو ارواح ستمکار را به سرمنزل دروغ، که جهنم یا محل عذاب کشیدن است، رهنمون می‌شود. دئنا، به شکل زنی ترسیم شده که لباسی فاخر و عالی با دوخت ظریف و ریز بر تن دارد و چند سگ نیز، او را همراهی می‌کنند.
دئنا (که در فارسی مدرن و امروزی بدان دین گفته می‌شود) قانونی ابدی است، که از طریق ماترا-سپنتا («کلام مقدس») بر بشریت نازل شده‌است. دئنا همچنین به معنی مذهب، آئین، قانون، و حتی به‌عنوان ترجمه‌ای از اصطلاح هندو و بودایی دارما مورد استفاده قرار گرفته‌است، کلمه‌ای که اغلب به معنی انجام وظیفه یا برقراری نظم اجتماعی، اجرای حق، و فضیلت نیز تفسیر شده‌است. دئنا در مزدیسنا، به‌عنوان استعاره‌ای از «راه یا مسیر»، توسط نوعی پارچه وال (چیت موصلی) [پارچه‌ای نازک و بدن نما، که از آن لباس‌های زنانه و پرده و...درست می‌کنند] که به صورت پیراهنی موسوم به سدره دوخته می‌شود، مشخص می‌گردد، و همچنین به‌عنوان استعاره‌ای از «مسیر خوب / راه مقدس»، به صورت یک کمربند ۷۲ تکه، موسوم به کشتی، که بدان «راه‌یاب» گویند، نمایان می‌شود.

## متن‌های مربوط
در یسنا ۳۱، پاره‌های ۱۱ و ۱۲ آمده‌است:
هنگامی که تو در روز نخست، جهان مادّی و دئنا را از پرتو منش و فرد خویش ساختی، هنگامی که تو جهان را به خلعت هستی بیاراستی، هنگامی که تو کردار و گفتار را بیافریدی، تا هرکس به آرزو و ارادهٔ خویش به کار انتخاب بپردازد، از همان هنگام این یک با سخن سنجیده و دیگری با گفتار نکوهیده، چه دانا و چه نادان، هریک به فراخور دل و جان خود، آواز خویش بلند می‌کند…
در فرگرد ۱۹، فقرات ۲۷ تا ۳۰، از تجسم اعمال در روز واپسین چنین سخن رفته‌است:
چون در صبح چهارم پس از وفات، روان نیکوکار یا گناهکار از بدن جدا شده و به پل چینوت رسد، در آنجا، دیو ویزرش، روان مرد دروغ پرستِ دیویسنا را به زنجیر بندد، آن گاه دختر نازنین و زیبا و آزاده نژاد و خوش‌اندام [که همانا ایزد دین است]، روی کند و روان گناهکار را به مغاک تیره کشاند و روان نیکوکار را از پل چینوت و از زیر کوه هرا گذرانیده، به ساحت ایزدان معنوی آرام دهد.
در دینکرد آمده‌است که:
دین به هیئت دختری خوب چهر، یا به صورت زنی زشت چهره درآمده و روان را به سوی بهشت یا دوزخ رهنمون گردد.